# Demitrius Omphroy
Demitrius Irving Tolentino Omphroy (nacido el 30 de mayo de 1989) es un pintor de estilo expresionista contemporáneo y exfutbolista que jugó como defensa y mediocampista . Nacido y criado en los Estados Unidos, de descendencia  Panameña y Filipinas. 

## Trayectoria

### Carrera Universitario y Amateur
Omphroy jugó con el Sporting Clube de Portugal Academy Juniores a los 17 años.Regresó a los EE. UU. y jugó cuatro años de fútbol universitario para la Universidad de California, Berkeley. Durante su carrera universitaria, también jugó para los San Francisco Seals en la USL Premier Development League. y en la  National Premier Soccer League con el Bay Area Ambassadors.

### Carrera Profesional
Omphroy fue seleccionado por Toronto FC en la segunda ronda (26 en general) del SuperDraft de la MLS 2011. Fue firmado oficialmente por Toronto FC el 16 de marzo de 2011. Omphroy hizo su debut con Toronto el 29 de junio como suplente en la segunda mitad entró por Joao Plata en una victoria en casa por 1-0 sobre Vancouver Whitecaps FC. Originalmente jugaba de lateral derecho, Omphroy pasó a la posición de delantero después de algunos partidos con el Toronto FC. Omphroy fue despedido por Toronto el 23 de noviembre de 2011.
en septiembre de 2012 fichó por el Global FC filipino para la temporada 2012-2013. Su primera aparición en el club fue el 20 de octubre de 2012, saliendo de la banca contra la Armada de Filipinas, donde ganó 4-0 en la fase de grupos de la Copa UFL de 2012.. Luego anotó contra Kaya FC en el minuto 33 para ayudar al club a asegurar una victoria en el marcador 2-1 y avanzar a las semifinales.

## Selecciones nacionales
Omphroy representó a los Estados Unidos en el nivel sub-18. En junio de 2010 Omphroy fue seleccionado por Julio Dely Valdés para jugar con la selección sub-21 de Panamá en las eliminatorias a los Juegos Centroamericanos.
En agosto de 2012 fue convocado a Filipinas y participó en un partido amistoso con el club Chicago Inferno de la USL PDL que terminó con una derrota por 1-3. Hizo su primera aparición oficial saliendo de la banca en una victoria por 1-0 ante Guam en la Copa de la Paz de Filipinas de 2012.

## Vida personal
Los padres de Omphroy nacieron en los Estados Unidos, como él. Su padre era hijo de un panameño y una alemana; su madre, hija de una pareja filipina.
Tiene esclerosis múltiple, que se descubrió por primera vez como resultado de una resonancia magnética (MRI) en febrero de 2010. Inicialmente había experimentado problemas de visión y entumecimiento en el pie mientras estaba en Sporting Clube de Portugal Academy Juniores. Los síntomas, que luego incluyeron dolor de cuello, le impidieron firmar su primer contrato profesional con el Sporting y lo obligaron a regresar a los Estados Unidos para recibir atención médica. Toronto FC no tenía conocimiento de su condición cuando lo reclutaron. Parte del tratamiento continuo de Omphroy son las autoinyecciones diarias de Copaxone.
Omphroy apareció en el video musical de la canción "Boyfriend" del cantante pop canadiense Justin Bieber.

## Clubes
| Club                    | País           | Año         |
| ----------------------- | -------------- | ----------- |
| Sporting Juvenil        | Portugal       | 2005 - 2007 |
| California Golden Bears | Estados Unidos | 2007 - 2010 |
| San Francisco Seals     | Estados Unidos | 2008        |
| Bay Area Ambassadors    | Estados Unidos | 2009        |
| Toronto FC              | Canadá         | 2011        |
| Global FC               | Filipinas      | 2012        |